# ГКПП Стрезимировци
Граничен контролно-пропускателен пункт „Стрезимировци“ (накратко ГКПП „Стрезимировци“) е контролно-пропускателен пункт, разположен на българско-сръбската граница, по средата на разделеното село Стрезимировци. Открит е на 28 декември 1968 г.
В населеното място има огромно присъствие на т.нар. силови министерства и на въоръжените сили на Р. България - МВР; БНА; МО.
ГКПП Стрезимировци е на пътя от Перник, Брезник и Трън за селата в Западните покрайнини и сръбските градове Сурдулица и Враня.

## Ембаргото над Югославия
По време на Ембарго над Съюзна република Югославия в с. Стрезимировци се развива търговия с горива, които най-често се пренасят тайно през КПП Стрезимировци в тайници на автомобилите в бутилки от безалкохолно.
Отварят се барове, обменни бюра и други търговски обекти за кратко време. Застрахователният бизнес от времето на прехода също се развива на територията на селото. В днешно време са останали само артефакти от това време, като табелите на заведенията за бързо хранене и стикерите на застрахователните компании СИК, ВИС и MIC group, съществували в България по това време.
Всякакви групировки  известни с думата Мутра превземат строго охраняваната военна зона и започват търговия пред погледа на Министерство на вътрешните работи и Министерство на отбраната, демонстрирайки че са над закона.
Сградата на Кореком е емблематично място в разделеното село, а  след годините многократно постройката е сменяла наименованията и функционалността си.
Национално известен факт за България е и съборът провеждащ се в Стрезимировци преди 1989 година на ХХ век. Хора от цяла България отиват да видят роднини в Югославия и по точно в разделеното Стрезимировци, както и да закупят западни джунджории ( цигарени дъвки, обувки, часовници, текстил, грамофонни плочи, аудиокасети...), както и да се повеселят, въпреки  Ньойски договор. Пустото Знеполе за един ден в годината става притегателно място за коли и всякакви превозни средства на българи и югославяни, които са получили Открити листове с разрешение от МВР да се срещнат с роднините си и да разпуснат сред горите, поляните,  буйната река Ерма в балкана с близки и далечни родственици, както и да друснат едно право или извито балканско хоро сред природата. Още в средата на 80-те години по време на Българо-Югославският събор в полето на Знеполе се разпъват военни палатки и с големи букви напечатани на матричен принтер е изписано ФИРМА  се предлагат дефицитни стоки на дошлите на съборът, а амбулантни търговци предлагат всякаква стока, които не се продават свободно, а само с връзки под масата. 
Българска телевизия; Българско радио и Българска телеграфна агенция пращат кореспонденти да записват и заснемат хроники от мащабното събититие между двете славянски държави.
Много често след родовата среща коли от двете страни са изоставени и непотърсени от собствениците им, а притежателите на моторните превозните средства безследно изчезнали.
Въпреки динамиката на времето все още има запазени или незаличини артефакти и от този период.
На няколко километра преди граничния пункт, на Републикански път II-63: Перник – Брезник – Трън – Главановци – Слишовци – ГКПП Стрезимировци (777 метра надморска височина, измерена в участъка на главния път между Слишовци и Стрезимировци), в Главановци, са изградени три бензиностанции, които обслужват нуждите на района през 90-те години.
През 90-те години на ХХ в. се изгражда втори ГКПП, което е замразено веднага след строежа му по неясни причини и не е пуснат в експлоатация.

## Други ГКПП-та със Сърбия
- ГКПП Връшка чука
- ГКПП Брегово
- ГКПП Калотина
- ГКПП Олтоманци